# أحداث برسوم المحرقي
أحداث برسوم المحرقي هي الأحداث التي وقعت في يونيو 2001 حين نشرت جريدة النبأ المصرية موضوعاً حول صور خارجة لشخص ادعت أنه أحد رهبان الكنيسة المصرية. شهدت عدة مناطق في مصر على إثر ذلك مظاهرات واحتجاجات منددة وغاضبة من تشهير الجريدة ومحاولتها النيل من الكنيسة المصرية وجرح مشاعر المسيحيين وإثارة الفتنة الطائفية.

## ردود الفعل الرسمية
حث البابا شنودة الثالث الأقباط على التزام الهدوء وعدم التجمهر. كما أصدرت الكنيسة القبطية بياناً قالت فيه «إن ما زعمته صحيفة النبأ يهدد الوحدة الوطنية في البلاد. وأن الموضوع الذي نشرته الصحيفة يتعلق براهب سابق طرد من الكنيسة قبل خمس سنوات. وأوضحت أن الموضوع المنشور يمس ويجرح قيم الديانة المسيحية ويثير الفتنة الطائفية وكانت له ردود فعل عنيفة وسط الأقباط. وأن ما نشرته تلك الجريدة يثير الأقباط إثارة بالغة لمشاعرهم والنيل من مقدساتهم، كما كان بأسلوب مقزز لكل القراء أيا كانت ديانتهم. والموضوع الذي نشرته الجريدة يمس فرداً منحرفاً لا يمت إلى الرهبنة بصلة، وليس للكنيسة سلطان على لحيته والملابس التي استتر وراءها واستمر مرتدياً إياها دون وجه حق. وأن الموضوع المنشور تناول قصة شخص يدعى عادل سعد الله غبريال الذي سمي باسم الراهب برسوم المحرقي، وانحرف عن سلوكه السوي وخرج على تقاليد الكنيسة والرهبنة وتم حرمانه وتجريده من رتبته الرهبانية والكهنوتية سنة 1996 وخرج مطروداً من الدير الذي لم ولن يدخله ثانية. وقالت الكنيسة إنها ستقاضي الصحيفة والمحرر الذي نشر الموضوع».
على جانب آخر قررت نيابة أمن الدولة حبس الشخص صاحب الصور على ذمة التحقيق بتهمة ازدراء الدين المسيحي وممارسة أفعال منافية للآداب، كما قررت مصادرة نسخ الصحيفة لنشرها الصور الفاضحة. كما حققت النيابة العامة مع رئيس تحرير جريدة النبأ بتهمة نشر صور تخالف الآداب العامة وتمس طائفة من المواطنين. كما أدان مجلس الشعب ما قامت به صحيفة النبأ. وأصدر مجلس نقابة الصحفيين بياناً أدان فيه ما نشرته النبأ.

## الأحكام القضائية
قضت محكمة جنح أمن الدولة طوارئ بعابدين في جلستها المنعقدة في 16 سبتمبر 2001 بمعاقبة ممدوح مهران رئيس مجلس إدارة ورئيس تحرير جريدتي النبأ وآخر خبر في قضية نشر الصور الفاضحة بالحبس 3 سنوات مع الشغل والنفاذ وغرامة قدرها مائتي جنيه ومصادرة جريدة النبأ العدد 663 وجريدة آخر خبر العدد 664، ومصادرة شريط الفيديو المضبوط وألزمته بالمصاريف.